# Mark Baker (attore)
Mark Baker (Cumberland, 2 ottobre 1946 – Cumberland, 13 agosto 2018) è stato un attore statunitense.

## Biografia
Figlio di Francis Tweedie e Aretta Sue Swayne, ha studiato alla Carnegie Mellon University e alla Wittenberg University. Ha fatto il suo debutto sulle scene nel 1968 con il musical You're a Good Man, Charlie Brown, in cui interpretò Linus in un allestimento a Washington. Fece il suo debutto a Broadway nel 1972, nel flop Via Galactica. Successivamente, Harold Prince lo scelse per interpretare il protagonista nell'operetta di Leonard Bernstein Candide, che andò in scena nell'Off Broadway nel 1973; la produzione si rivelò un successo e nel 1974 il revival fu riproposto a Broadway e Barker vinse il Theatre World Award e fu candidato al Tony Award al miglior attore non protagonista in un musical. Oltre al musical, Barker si dedicò anche al teatro di prosa, recitando nella commedia di Alan Bennett Habeas Corpus a Broadway nel 1975 e Ivanov di Čechov a Yale nel 1976. Nel 1977 fu l'assistente alla regia di Ken Russell per il film Valentino con Rudol'f Nureev.
Dalla fine degli anni 70 Baker cominciò a recitare assiduamente in produzioni regionali e internazionali di musical e opere di prosa. Nel 1978 fu il protagonista del musical Premio Pulitzer How to Succeed in Business Without Really Trying a Pittsburgh, a cui seguì un'apprezzatissima interpretazione nella tournée internazionale di Grand Hotel che toccò gli Stati Uniti, il Canada e il Giappone; per la sua performance nel ruolo di Otto Kringelein vinse l'Helen Hayes Award durante la tappa al Kennedy Center di Washington. Negli anni 90 recitò anche nei musical Annie (Pittsburgh, 1996), Oliver! (Beverly, 1997) e 1777 (St Louis, 1999). La sua ultima apparizione teatrale risale al 2009, quando sostituì il ruolo di Senex nella produzione di East Haddam di A Funny Thing Happened on the Way to the Forum.
Fu brevemente sposato dal 1969 con Patricia Britton, sua collega in You're A Good Man, Charlie Brown.

## Filmografia parziale
- Selvaggio west (The Wild Wild West) - serie TV, episodio 1x28 (1966)
- A cuore aperto (St. Elsewhere) - serie TV, 1 episodio (1985)
- Un giustiziere a New York (The Equalizer) - serie TV, 1 episodio (1985)